# Charlbi Dean
Charlbi Dean Kriek (5 de fevereiro de 1990 – 29 de agosto de 2022) foi uma atriz sul-africana.
Ela era mais conhecida por seus papéis nos filmes Spud (2010–2013), na série dramática de super-heróis Black Lightning (2018) e na comédia vencedora da Palma de Ouro, Triângulo da Tristeza (2022).

## Início da vida e carreira
Dean nasceu em 5 de fevereiro de 1990, filha de Joanne Muller e Johan Kriek. Ela tinha um irmão. Ela começou a modelar aos 6 anos, aparecendo em comerciais e catálogos. Ela assinou contrato com a Alfa Model Management quando tinha 12 anos e estudou em casa desde os 14. Ela frequentou a Waterfront Theatre School em sua cidade natal, Cidade do Cabo, viajando muito em sua carreira.
Em outubro de 2008, Dean e seu colega modelo Ashton Schnehage sobreviveram a um acidente de carro. Seus ferimentos incluíram um pulso quebrado, quatro costelas quebradas e um pulmão colapsado. Ela foi hospitalizada na Milnerton Medi-Clinic e recebeu uma cirurgia que salvou sua vida. Ela fez uma pausa em sua carreira após o acidente.
Em 2010, Dean fez sua estreia como atriz na adaptação cinematográfica de Spud como Amanda, papel que ela reprisou na sequência Spud 2: The Madness Continues. Ela estrelou os filmes Don't Sleep em 2017 e An Interview with God em 2018. Também em 2018, ela conseguiu o papel de Syonide, personagem recorrente que interpretou em duas temporadas da série do Arrowverso Black Lightning. Em fevereiro de 2020, ela foi escalada para um papel principal no filme satírico de Ruben Östlund, Triângulo da Tristeza, que estreou no Festival de Cinema de Cannes de 2022 e ganhou a Palma de Ouro. Sua atuação no filme recebeu elogios da crítica, com alguns considerando-o como o que poderia ter sido seu papel de destaque.

## Vida pessoal
Dean estava noiva do ator e modelo sul-africano Luke Volker, com quem ela namorava desde 2018.

## Morte
Em 29 de agosto de 2022, Dean foi internada em um hospital na cidade de Nova York após se sentir mal. Embora seus sintomas iniciais fossem leves, sua condição piorou rapidamente e ela morreu várias horas depois; ela tinha 32 anos. Os resultados da autópsia divulgados em 21 de dezembro de 2022 confirmaram que a atriz morreu de sepse bacteriana, causada por Capnocytophaga. Seu baço foi removido após o acidente de carro de 2008, o que aumentou o risco de infecções graves. A morte de Dean ocorreu pouco antes do lançamento internacional de Triângulo da Tristeza. Peter Bradshaw do The Guardian escreveu que ela "era uma verdadeira estrela em formação. Sua perda é enorme... [ela] tinha um estilo singular e uma enorme promessa".

## Filmografia

### Filmes
| Ano  | Filme                         | Papel                    | Notas              |
| ---- | ----------------------------- | ------------------------ | ------------------ |
| 2010 | Spud                          | Amanda                   |                    |
| 2012 | Illusive Fields               | Nadia                    | Filme curto        |
| 2013 | Death Race 3: Inferno         | Calimity J               |                    |
| 2013 | Spud 2: The Madness Continues | Amanda                   |                    |
| 2016 | Blood in the Water            | Pheebee                  |                    |
| 2017 | Don't Sleep                   | Shawn Edmon              |                    |
| 2018 | An Interview with God         | Grace                    |                    |
| 2018 | Porthole                      | Jennifer/Kassidy Kubrick |                    |
| 2022 | Triângulo da Tristeza         | Yaya                     | Lançamento póstumo |

### Televisão
| Ano  | Série de TV     | Papel         | Notas                         |
| ---- | --------------- | ------------- | ----------------------------- |
| 2017 | Elementary      | Mulher bonita | Episódio: "Alto Calor"        |
| 2018 | Black Lightning | Sionida       | Papel recorrente, 9 episódios |